# Testament de Boleslas III Bouche-Torse

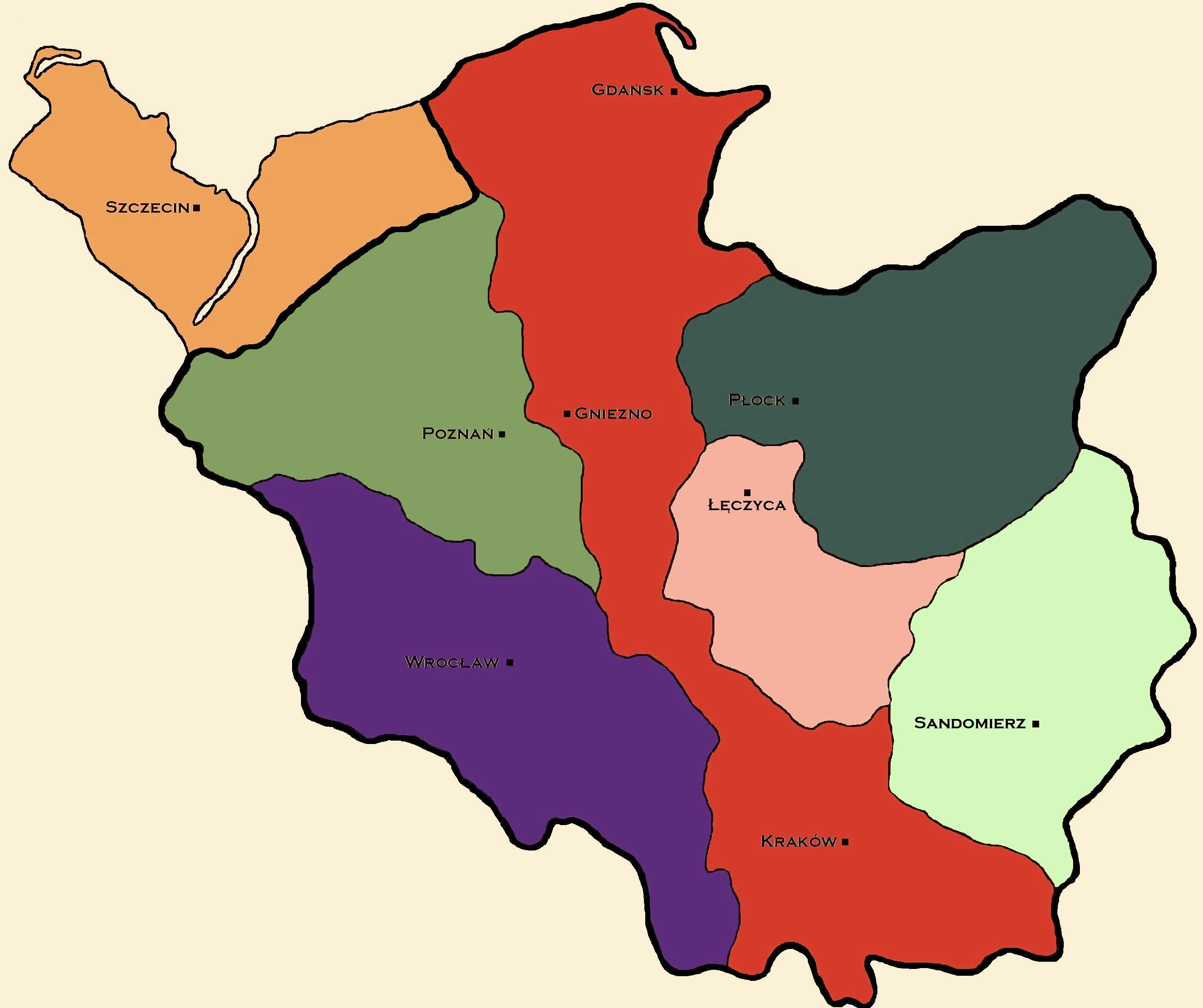
Fragmentation de la Pologne entre les fils de Bolesław III en 1138 :
« Province de l'aîné », attribuée à Ladislas II.
La Silésie, à Ladislas II.
La Mazovie, Boleslas IV le Frisé.
La Grande Pologne, à Mieszko III le Vieux.
La province de Sandomir, à Henri de Sandomierz.
La province de Łęczyca, à Salomé von Berg.
La Pomérélie, vassale de Ladislas II.

Le testament du duc Piast Boleslas III Bouche-Torse de Pologne a établi les modalités de sa succession ainsi que de la gouvernance du royaume de Pologne pour ses quatre fils survivants après sa mort. En le délivrant, Bolesłas III prévoyait de garantir que ses héritiers ne se battraient pas entre eux et préserveraient l'unité de ses terres sous la dynastie Piast. Ce projet a cependant échoué ; peu de temps après sa mort, ses fils se déchirent l'héritage et la Pologne entre dans une période de fragmentation pour 200 ans.

## Dispositions
Boleslas rédige son testament vers janvier 1115 (entre la naissance de son fils Leszek et la rébellion de Skarbimir (en)) ; il serait promulgué à sa mort en 1138. Il prévoit la division du territoire polonais comme suit : 

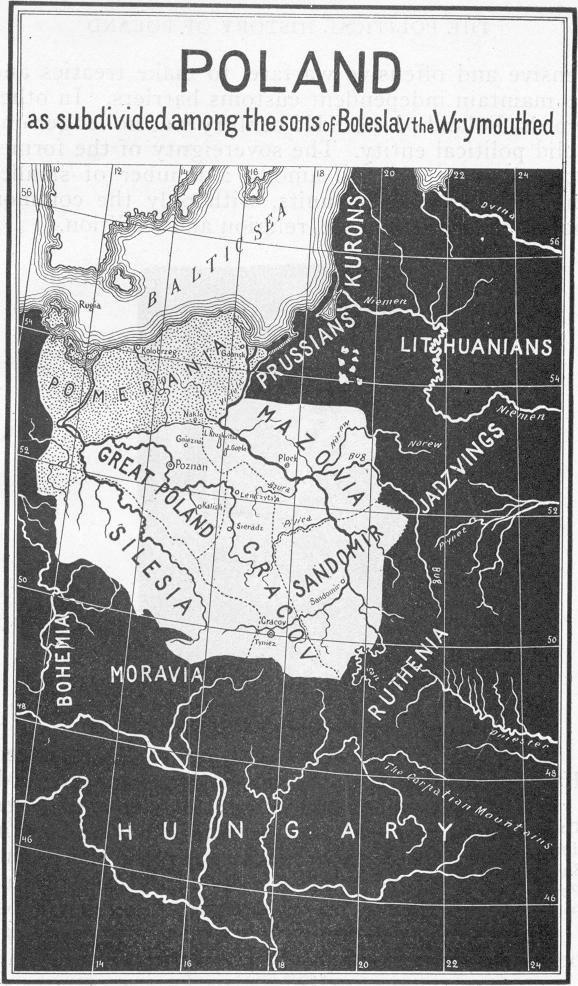
La Pologne subdivisée en cinq provinces entre les fils de Boleslas.

- La province dite « de l'aîné » (ou duché de Cracovie), composée de l'ouest de la Petite Pologne, des parties orientales de la Grande Pologne, de l'ouest de la Couïavie et des terres du duché de Sieradz, est attribuée au fils aîné de Boleslas, le futur grand duc Ladislas II ; ce dernier obtiendra par ailleurs les terres de Łęczyca, détenues par la veuve de Boleslas, Salomé von Berg, à la mort de cette dernière ;
- la province de Silésie (ou duché de Silésie), comprenant la Silésie, est également attribuée à Ladislas II ;
- la province de Mazovie (ou duché de Mazovie), composée de la Mazovie proprement dite et Couïavie orientale, est attribuée au deuxième fils de Boleslas III, Boleslas IV le Frisé ;
- la province de la Grande Pologne (ou duché de la Grande Pologne), composée des parties occidentales restantes de la Grande Pologne, est attribuée au troisième fils, Mieszko III le Vieux ;
- la province de Sandomierz (ou duché de Sandomierz), composée des territoires de l'est de la Petite Pologne centrés autour de la ville de Sandomierz, est attribuée au quatrième fils Henri de Sandomierz.

Le benjamin, Casimir II le Juste, ne s'est vu attribuer aucune province ; on suppose qu'il est né après la mort de Bolesław, ou qu'il était destiné à une carrière religieuse.
Le droit d'aînesse établi dans le testament stipulait qu'à tout moment, le membre le plus âgé de la dynastie (le prince aîné, le princeps ou haut duc) devait avoir le pouvoir suprême sur les autres (dux, les ducs) et devait également contrôler la province de l'aîné, laquelle était censée être indivisible : il s'agissait d'une vaste bande de terre s'étendant du nord au sud au milieu de la Pologne, avec Cracovie (la capitale du Royaume de Pologne) comme ville principale. Les prérogatives de l'aîné comprenaient également le contrôle des vassaux poméraniens en Pomérélie. L'aîné était chargé de la défense des frontières, de la conduite de la politique étrangère, de la supervision du clergé (y compris le droit de nommer des évêques et des archevêques) et de la frappe de la monnaie ; il avait en outre le droit d'avoir des troupes dans les provinces d'autres ducs. Ces dispositions étaient appelées le « principe du séniorat ».

## Conséquences
Le principe du séniorat fut bientôt abandonné, Ladislas II tentant d'augmenter son pouvoir et ses jeunes demi-frères s'opposant à lui. Après un premier succès (il reprit la terre de Łęczyca après la mort de Salomé), il fut finalement vaincu et expulsé de Pologne en 1146. Avec l'aide de l'empereur Frédéric Ier Barberousse, ses fils réussirent à conserver la province de Silésie en 1163, perdant cependant le séniorat, qui était passé à leur oncle Bolesław IV. Tout ceci conduisit à une période de près de 200 ans de fragmentation féodale de la Pologne ; l'éloignement des Piasts de Silésie s'approfondit après la mort du duc Henri II le Pieux lors de la désastreuse bataille de Legnica en 1241.
Le trône polonais à Cracovie est resté contesté entre les descendants des fils de Boleslas III. Au moment du couronnement de Ladislas Ier, en 1320, le territoire polonais s'était grandement réduit, la Pomérélie ayant été perdue au profit de l'Ordre teutonique et la Silésie étant majoritairement vassalisée par le Royaume de Bohême.